# Philautus umbra
Philautus umbra és una espècie de granota de la família dels racofòrids. Només es coneix que visqui al nord de l'illa de Borneo, al Parc Nacional Gunung Mulu, al nord de Sarawak (Malàisia), a altituds d'entre 900 i 1.300 metres. La seva distribució tan limitada fa aquesta espècie vulnerable a l'exinció.
Els exemplars trobats vivien als boscos de muntanya mitjana. Els mascles canten des de nivell de terra fins als dos metres. Tenen un desenvolupament directe.